# Natalia Anderssons högre skola för Qvinlig ungdom
Natalia Anderssons högre skola för Qvinlig ungdom, ursprungligen Flickpensionen på Carlslund, var en flickskola i Västerås. Den var verksam från 1852 under sitt första namn och från 1858 under sitt andra, fram till 1888.
Skolan grundades 1858 av Natalia Andersson, efter vilken skolan fick sitt namn. Det var den första flickskolan i Västerås sedan Rudbeckii flickskola på 1600-talet. Dess ursprung var en flickskola som hade grundats av Cecilia Fryxell på Karlslunds herrgård utanför Västerås, Flickpensionen på Carlslund. Denna skola flyttade sex år senare in till staden under ledning av Andersson, som var Fryxells elev. Den fick en tid statsunderstöd. Hösten 1888 slogs den samman med sin konkurrent Hvasserska skolan (som hade grundats 1866) och bildade Västerås högre Elementarläroverk för Flickor. Skolan ägdes av Västerås Läroverksförening. Skolan kommunaliserades 1939 och upplöstes slutgiltigt 1966.